# Betty (группа)
«Бетти» (англ. Betty) — альтернативная рок-группа из Нью-Йорка. Основана в 1986 году Элизабет Зифф, Элисон Палмер и Эми Зифф. Три солистки, которые вместе пишут тексты и аранжировки песен. «Бетти» так же известны как активистки движений за права женщин, сексуальных меньшинств, а также борьбы со СПИДом.
Группа приобрела мировую известность в результате написания саундтрека к сериалу «Секс в другом городе» («The L Word»).
Группа характеризуется оригинальным стилем, «The Washington Post» охарактеризовала его как «талантом сочетать сюрреалистичное с обыденным в стиле Феллини», альтернативный рок с элементами рок-оперы, панка и попа сочетается с сценическим фрик-шоу.
В сентябре 2009 года группа впервые посетила Россию, выступив на Международном фестивале квир-культуры, организованным под патронажем Российской ЛГБТ-сети.

## Состав
- Элизабет Зифф (вокал, гитара)
- Элисон Палмер (вокал, бас)
- Эми Зифф (вокал, виолончель)
- Тони Сальваторе (ведущая гитара)
- Мина Гори (барабаны)

## Дискография
- 1992: Hello, BETTY!
- 1994: Kiss My Sticky (EP)
- 1995: Limboland
- 1999: betty3
- 2000: Carnival
- 2005: BETTY RULES: Original Cast Recording
- 2006: Snowbiz (EP)
- 2009: Bright & Dark